# Aaron Wiggins
Aaron Daniel Wiggins (Greensboro, 2 januari 1999) is een Amerikaans basketballer die sinds 2021 als shooting guard of small forward uitkomt voor de Oklahoma City Thunder.

## Carrière
Wiggins speelde van 2018 tot 2021 collegebasketbal voor de Maryland Terrapins. Hij stelde zich in 2021 beschikbaar voor de NBA draft en werd als 55e in de tweede ronde gekozen door de Oklahoma City Thunder. Na goede prestaties in de NBA Summer League tekende Wiggins op 15 augustus 2021 een two way-contract bij de Oklahoma City Thunder waar hij zijn speeltijd kon verdelen tussen de City Thunder en de Oklahoma City Blue, het geaffilieerde team van de Thunder in de NBA G League. Op 14 november 2021 maakte Wiggins zijn debuut in de NBA tijdens een wedstrijd van OKC tegen de Brooklyn Nets. In zijn rookie-jaar kreeg Wiggins steeds meer speelgelegenheid. Als gevolg van zijn goede prestaties kreeg Wiggins op 12 februari 2022 een nieuw contract bij de Oklahoma City Thunder. Hij sloot het seizoen 2021/22 met een gemiddelde van 8,3 punten en 3,6 rebounds over 50 wedstrijden (waarvan 35 als basisspeler). Wiggins kreeg ook de volgende seizoenen speelgelegenheid. Tijdens het seizoen 2022/23 werd Wiggins wel enkele keren uitgeleend aan de Oklahoma City Blue. Tijdens het seizoen 2024/25 werd Wiggins iets frequenter als startspeler uitgespeeld. Oklahoma City liet in de maand december een 12-1 winst/verlies-reeks optekenen en sloot het reguliere seizoen af als beste ploeg met 68 overwinningen. In de playoffs was Wiggins met Oklahoma achtereenvolgens te sterk voor de Memphis Grizzlies en de Denver Nuggets. In de finale van de Western conference was Oklahoma met 4-1 te sterk voor de Minnesota Timberwolves zodat Wiggins met Oklahoma in de NBA Finale mocht spelen tegen de Indiana Pacers. In deze NBA Finale was Oklahoma in 7 wedstrijden de betere van Indiana, waardoor Wiggins een eerste NBA-titel op zijn palmares mocht bijschrijven.

## Erelijst
- NBA-kampioen: 2025

## Statistieken
| Legenda | Legenda                | Legenda | Legenda                 | Legenda | Legenda               |
| ------- | ---------------------- | ------- | ----------------------- | ------- | --------------------- |
| WG      | Wedstrijden gespeeld   | WS      | Wedstrijden als starter | MPW     | Minuten per wedstrijd |
| FG%     | Fieldgoal-percentage   | 3P%     | Drie-punterpercentage   | VW%     | Vrije-worppercentage  |
| RPW     | Rebounds per wedstrijd | APW     | Assists per wedstrijd   | SPW     | Steals per wedstrijd  |
| BPW     | Blocks per wedstrijd   | PPW     | Punten per wedstrijd    | Vet     | Hoogste in carrière   |

### Regulier seizoen
| Seizoen  | Team                  | WG  | WS | MPW  | FG%  | 3P%  | FW%  | RPW | APW | SPW | BPW | PPW  |
| -------- | --------------------- | --- | -- | ---- | ---- | ---- | ---- | --- | --- | --- | --- | ---- |
| 2021/22  | Oklahoma City Thunder | 50  | 35 | 24,2 | 46,3 | 30,4 | 72,9 | 3,6 | 1,4 | 0,6 | 0,2 | 8,3  |
| 2022/23  | Oklahoma City Thunder | 70  | 14 | 18,5 | 51,2 | 39,3 | 83,1 | 3,0 | 1,1 | 0,6 | 0,2 | 6,8  |
| 2023/24  | Oklahoma City Thunder | 78  | 4  | 15,7 | 56,2 | 49,2 | 78,9 | 2,4 | 1,1 | 0,7 | 0,2 | 6,9  |
| 2024/25  | Oklahoma City Thunder | 76  | 26 | 22,9 | 48,8 | 38,3 | 83,1 | 3,9 | 1,8 | 0,8 | 0,2 | 12,0 |
| Carrière | Carrière              | 274 | 79 | 20,0 | 50,4 | 38,9 | 79,4 | 3,2 | 1,3 | 0,7 | 0,2 | 8,6  |

### Playoffs
| Seizoen  | Team                  | WG | WS | MPW  | FG%  | 3P%  | FW%  | RPW | APW | SPW | BPW | PPW |
| -------- | --------------------- | -- | -- | ---- | ---- | ---- | ---- | --- | --- | --- | --- | --- |
| 2023/24  | Oklahoma City Thunder | 10 | 0  | 15,7 | 48,9 | 30,0 | 90,9 | 3,2 | 1,0 | 0,6 | 0,3 | 6,2 |
| 2024/25  | Oklahoma City Thunder | 22 | 0  | 13,8 | 39,5 | 36,2 | 76,5 | 2,3 | 0,9 | 0,5 | 0,3 | 6,0 |
| Carrière | Carrière              | 32 | 0  | 14,4 | 42,2 | 34,8 | 82,1 | 2,6 | 0,9 | 0,5 | 0,3 | 6,1 |

2 Gilgeous-Alexander · 
3 Jones · 
5 Dort · 
6 Jay. Williams · 
7 Holmgren · 
8 Jal. Williams · 
9 Caruso · 
11 Joe · 
13 Dieng · 
14 Flagler · 
15 Carlson · 
21 Wiggins · 
22 Wallace · 
25 Mitchell · 
34 K. Williams · 
55 Hartenstein · 
88 Ducas · 
Coach Daigneault